# イヴリン・ベアリング (初代クローマー伯爵)
初代クローマー伯爵、イヴリン・ベアリング（英語: Evelyn Baring, 1st Earl of Cromer, GCB, OM, GCMG, KCSI, CIE, PC, FRS、1841年2月26日 - 1917年1月29日）は、イギリスの政治家、外交官、軍人、貴族。
オラービー革命の挫折によりエジプトがイギリス軍に占領された後の1883年にエジプト総領事に就任。1907年の退任までエジプトを実質的に統治した。

## 経歴

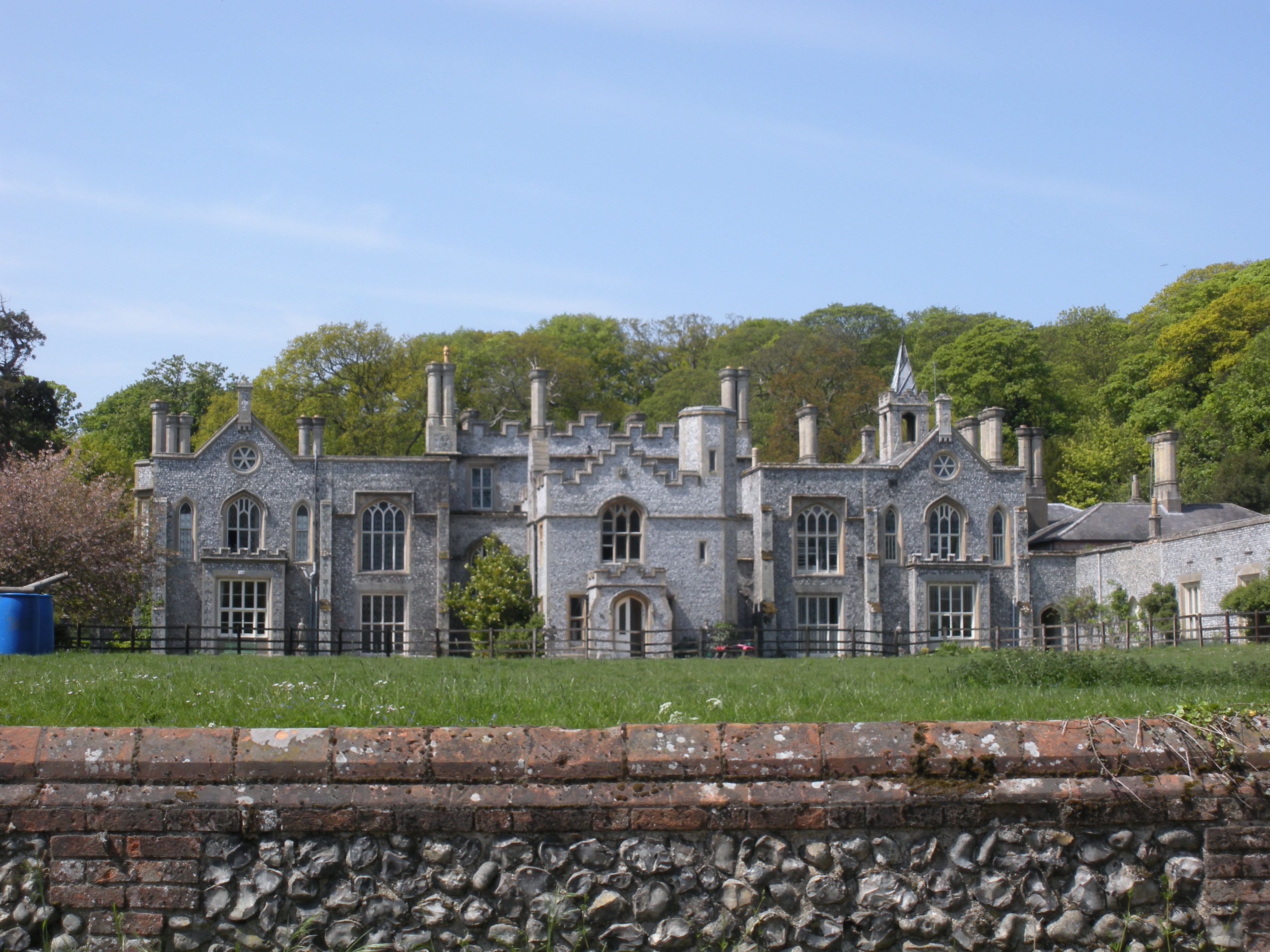
ノーフォークのクローマー・ホール

### 出生
1841年2月26日、イングランド・ノーフォーク・クローマーの邸宅クローマー・ホールに生まれる。
銀行家・政治家ヘンリー・ベアリングとその後妻セシリア（旧姓ウィンダム）の間の6男（父と先妻の間に生まれた異母兄弟もいれると8男）として生まれる。
ベアリング家は、18世紀前半にドイツから移民してきた家系で、イヴリンの祖父にあたる初代准男爵サー・フランシス・ベアリングがベアリングス銀行を創設して以来、銀行家として有名な一族であった。

### 陸軍軍人
ウーリッジの王立陸軍士官学校を出た後、王立砲兵隊に入隊した。
1858年に砲兵中隊を率いて英領イオニア諸島へ異動した。1861年にはイオニア諸島総督の副官となる。
英領マルタ島と英領ジャマイカでの勤務を経て、1867年に参謀大学に入学した。軍は最終的に少佐階級の時の1879年に退役している。

### 英領インド勤務
1872年から1876年にかけては英領インドに派遣され、親族のインド総督第2代ノースブルック男爵トマス・ベアリング（従兄弟甥にあたるがノースブルック卿の方が年長者。また本家筋に当たる）の私設秘書を務めた。
ベアリングはインドで卓越した行政手腕を発揮したが、同時にその支配欲の強さから"overbearing"（横暴の意）と渾名されていた。

### エジプト公債をめぐって
1876年3月にエジプトの副王イスマーイール・パシャの王庫がデフォルトに陥り、エジプトは財政破たんした。債権国のイギリスとフランスは5月にも共同で「公債整理委員会」を設置。エジプト財政は同委員会の管理下に入った。ベアリングは同委員会の英国委員の一人に選ばれた。
「公債整理委員会」は副王イスマーイールに強要して、ヨーロッパ人が財政関係の閣僚として入閣する「ヨーロッパ内閣」を誕生させるとともにエジプト人から過酷な徴税を行った。その結果、エジプト人の間に反ヨーロッパ機運が高まり、反乱勃発を恐れたイスマーイールが反ヨーロッパ政策を取るようになり、1879年4月にもヨーロッパ人閣僚が罷免された。ベアリングもこの際に公債委員会委員辞職に追い込まれた。
しかし英仏の圧力によってイスマーイールは6月にも退位に追い込まれ、タウフィーク・パシャが新たな副王に即位した。これにより再び英仏のエジプト財政支配が確立され、ベアリングも9月付けでエジプト財政監査官となった。半年ほど勤めたが、1880年にはインドへ帰還した。
この後、エジプトではオラービー革命が発生し、反ヨーロッパ派のエジプト民族主義者アフマド・オラービーらが政権を掌握したが、これによってエジプトと英仏との対立は深まり、イギリスは1882年7月にもエジプトへの武力侵攻を行い、9月に同国を軍事占領した。以降エジプトの統治権は事実上イギリスによって握られることになった。

### エジプト統治

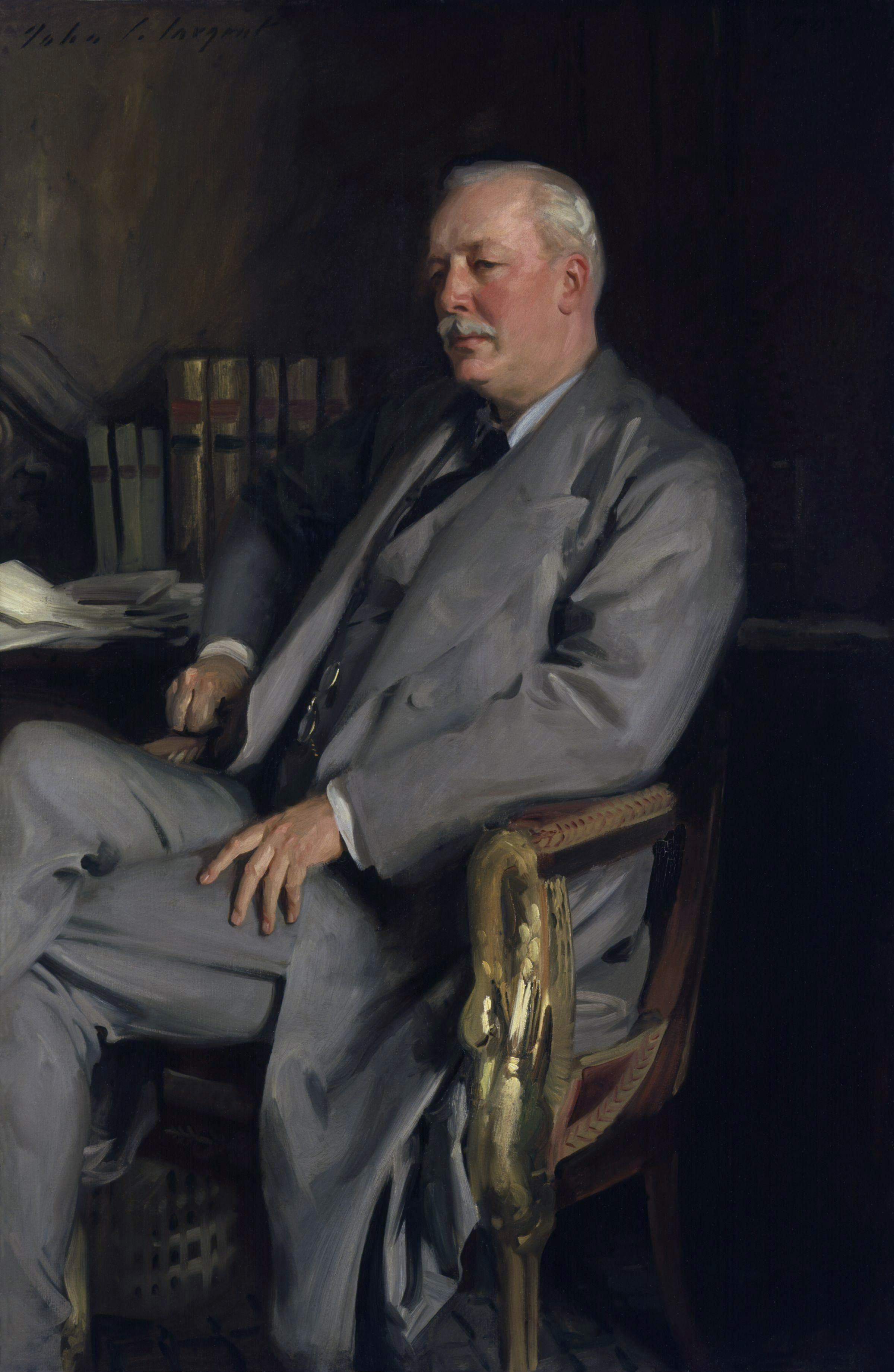
クローマー伯爵の肖像画（ジョン・シンガー・サージェント画）

1883年9月にエジプト総領事に任命された。エジプトはいまだ形式的には独立国だったが、実際にはイギリスの総領事たる彼が副王以下エジプト政府を傀儡にして、重要な政策を全て取り決めるようになった。
ベアリングが抜擢した英国人（主にインド総督府勤務経験者）で構成されるエジプト統治チームが、エジプト各省庁、エジプト軍部、エジプト警察署などに配置され、エジプト行政を操縦した。彼らと6000人のエジプト占領イギリス軍、そしてエジプトに進出しているイギリス商社の存在によってエジプトは諸外国から大英帝国植民地と認識されるようになった。
事実上の「エジプト総督」であるベアリングは財政改革・税制改革・農業振興によって破たん状態のエジプト財政を立て直しに努め、1896年までには歳入が歳出を100万ポンド上回る黒字状態にした。また強制労働制度を廃止したり、英国流の司法・行政改革を行ったり、大規模な土木・灌漑工事を実施したり、首都カイロの都市改造を行ったりもした。
一方で他の大英帝国植民地総督と同様、被支配民に教育を与えようとはしなかったし、自治のための準備もしなかったため、現地民の支持を得ることはできなかった。エジプトの歴史家の間でも彼の統治については「エジプト人を対等の人間として扱わなかった」（アリ・バラカート教授）、「英国にとって利益となる農業振興のみを重視し、工業化を阻害し、教育などを軽視した」（アファフ・ルトフィ・アッ・サイエッド・マルソー教授）といった批判的評価が多い。
ベアリングの統治後半には反英的なエジプト民族主義が高まりはじめた。とりわけ1906年のデンシャワイ事件によってそれが顕著となった。
この事件は本国の自由党政権にも問題視され、また健康状態も悪化していたため、彼は1907年3月をもってエジプト総領事を辞することにした。彼のエジプト統治期間は実に4半世紀にも及んだ。
ベアリングは、エジプト総領事在任中の1892年にクローマー男爵、1899年にクローマー子爵、1901年にクローマー伯爵の爵位を受け、貴族院議員に列している。

### 晩年と死去
帰国の翌年に『モダーン・エジプト（Modern Egypt）』(Vol 1 & Vol 2)を著す。この本は植民地支配の技術書として列強各国で広く読まれた。日本でも1911年（明治44年）に安田勝吉と古屋頼綱が翻訳して『最近埃及』として出版されている。
帰国後は貴族院で自由党議員として活動しており、第一次世界大戦中の1915年にはガリポリの戦い敗因究明委員会の委員長に就任したが、その在任中の1917年1月29日にインフルエンザによりロンドンで死去した。ウェストミンスター寺院に埋葬された。

## 栄典

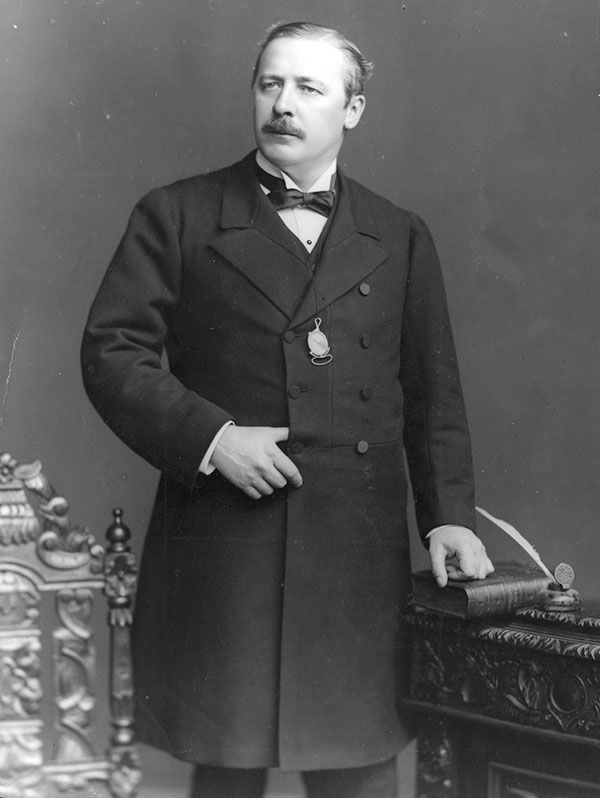
1895年のクローマー卿

### 爵位
- 1892年6月20日：初代クローマー男爵（連合王国貴族爵位）[5]
- 1899年1月25日：初代クローマー子爵（連合王国貴族爵位）[5]
- 1901年8月8日：初代クローマー伯爵（連合王国貴族爵位）[21]
- 1901年8月8日：初代エリントン子爵（連合王国貴族爵位）[21]

### 勲章
- 1876年3月7日：インドの星勲章コンパニオン（CSI）
- 1880年：インド帝国勲章コンパニオン（CIE）
- 1883年8月4日：インドの星勲章ナイト・コマンダー（KCSI）
- 1885年3月14日：バス勲章コンパニオン（CB）
- 1888年6月2日：聖マイケル・聖ジョージ勲章ナイト・グランド・クロス（GCMG）
- 1895年1月8日：バス勲章ナイト・グランド・クロス（GCB）
- 1906年6月29日：メリット勲章（OM）[5]

### その他
- 1900年9月17日：枢密顧問官（PC）
- 1904年：名誉民事法学博士号（DCL）（オックスフォード大学名誉学位）
- 1905年：名誉法学博士号（LLD）（ケンブリッジ大学名誉学位）
- 1907年：フリーマン・オブ・ザ・ロンドン・シティ（英語版）
- 1908年：芸術王立協会アルバート・メダル受賞
- 王立協会フェロー（FRS）[5]

## 家族
1876年に第11代准男爵サー・ローランド・スタンリー・エリントンの娘エセル（？-1898）と結婚し、彼女との間に第2代クローマー伯爵となる長男ローランド・ベアリング（1877-1953）と次男ウィンダム・ベアリング（1880-1922）の2子を儲けた。
1901年に第4代バース侯爵ジョン・シンの娘キャサリン（1865-1933）と再婚。彼女との間にグランデールの初代ホウィック男爵に叙されるイヴリン・ベアリング（1903-1973）を儲けた。